# تيري ألين (موسيقي)
تيري ألين (بالإنجليزية: Terry Allen)‏ هو رسام وموسيقي ومغني وكاتب أغاني وفنان أمريكي، ولد في 7 مايو 1943 في ويتشيتا في الولايات المتحدة.

## وصلات خارجية
- تيري ألين على موقع IMDb (الإنجليزية)
- تيري ألين على موقع ميوزك برينز (الإنجليزية)
- تيري ألين على موقع أول موفي (الإنجليزية)
- تيري ألين على موقع أول ميوزيك (الإنجليزية)
- تيري ألين على موقع ديسكوغز (الإنجليزية)
- تيري ألين على موقع كينوبويسك (الروسية)